# Volubilis

Plan von Volubilis

Volubilis (lateinisch), heute arabisch وليلي, DMG Walīlī, ist eine archäologische Stätte im Gebiet der Präfektur Meknès in Marokko. Sie zeigt die am besten erhaltenen Monumente aus der römischen Antike in Marokko. Im Jahr 1997 wurde sie als UNESCO-Weltkulturerbe anerkannt.

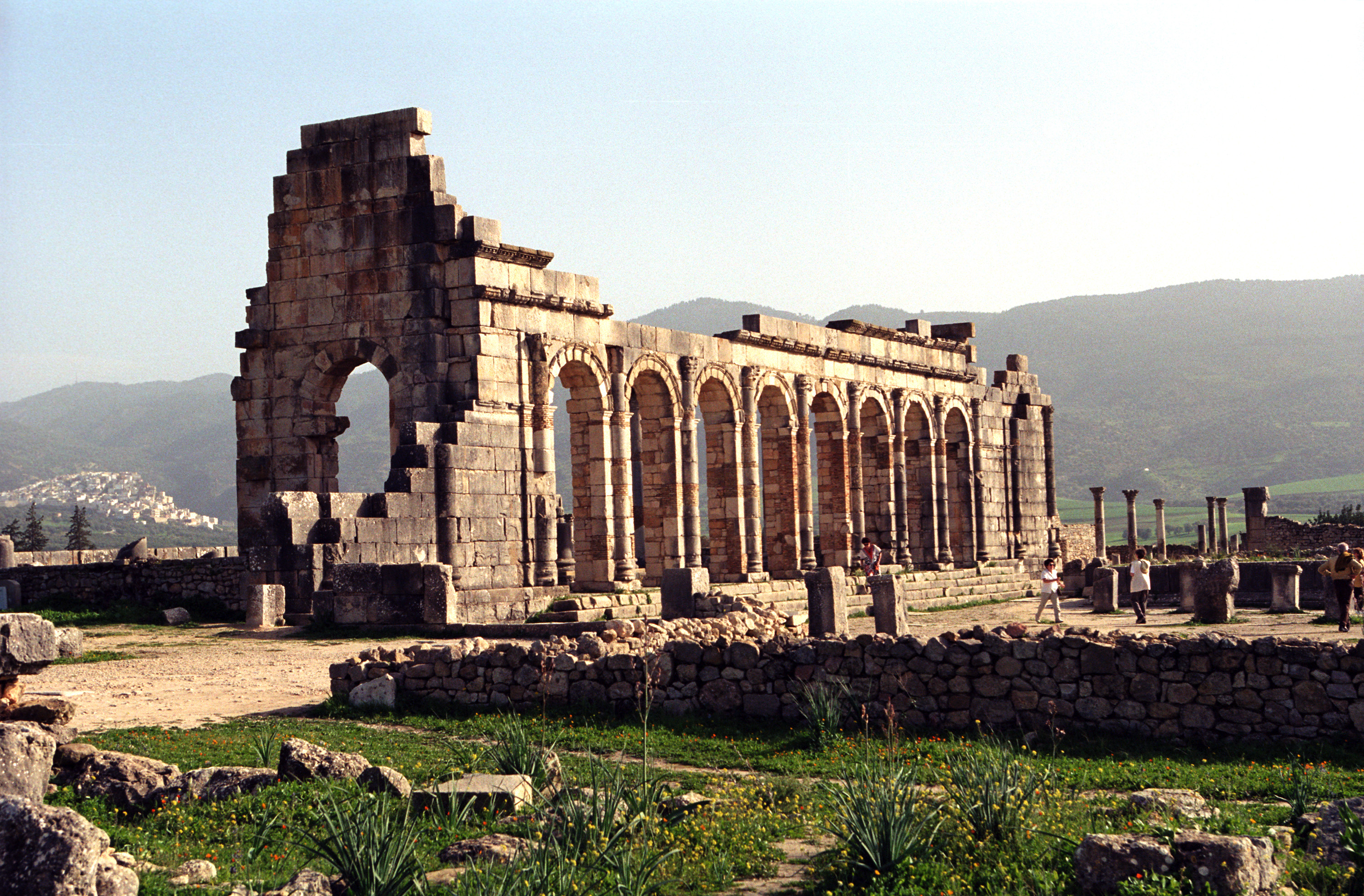
Basilika

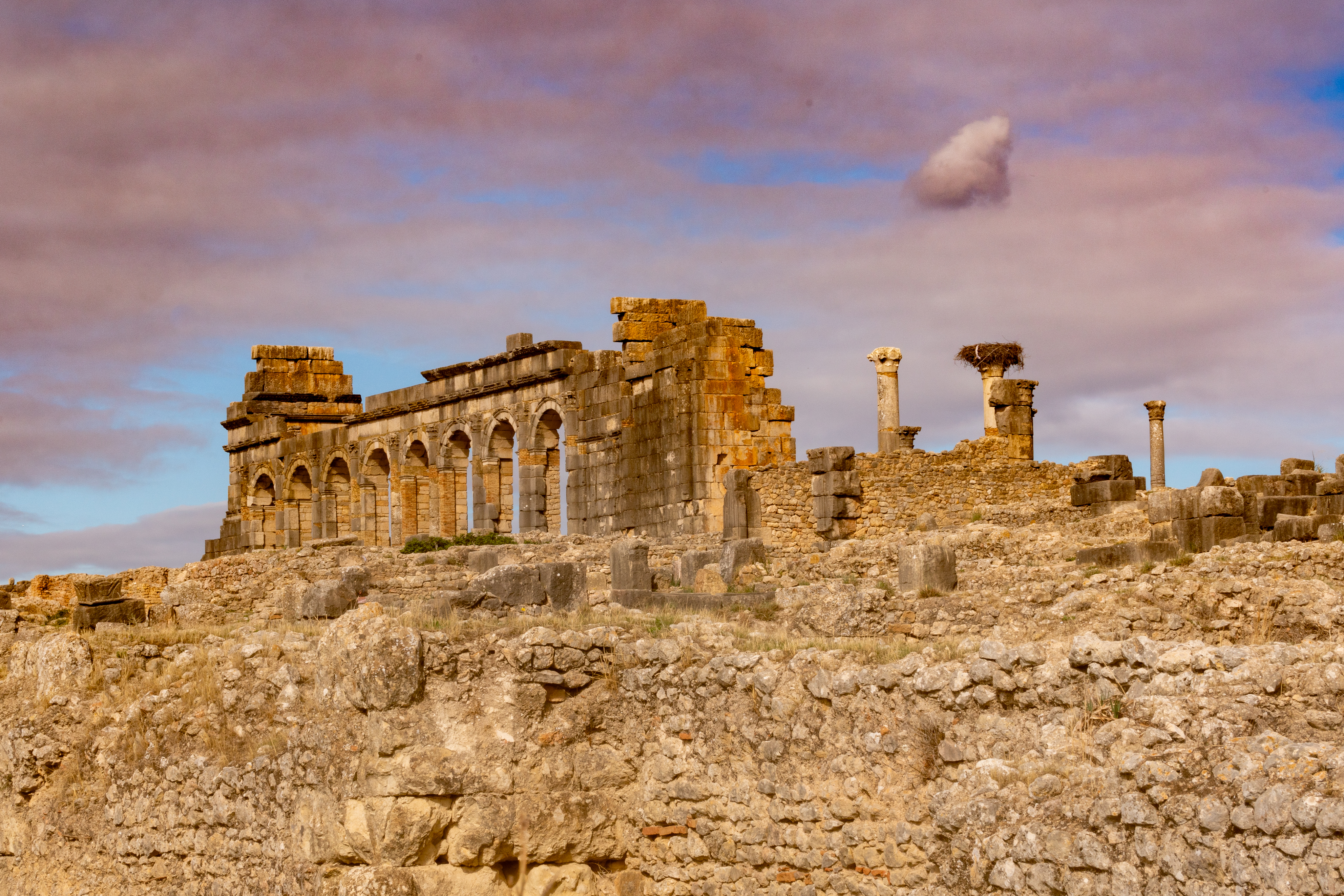
Basilika

## Lage
Die antike Stätte von Volubilis liegt etwa 27 km (Fahrtstrecke) nördlich von Meknès über der fruchtbaren Rharb-Ebene an einem Südhang des wasserreichen Jbel-Zerhoun-Massivs in einer Höhe von etwa 380 m ü. d. M. und knapp 4 km von der Kleinstadt Moulay Idris entfernt. Die Stadt Fès befindet sich etwa 63 km in östlicher Richtung; die marokkanische Hauptstadt Rabat liegt knapp 180 km westlich.

## Geschichte
Die ältesten Siedlungsspuren reichen bis in die Jungsteinzeit zurück. Wie eine punisch-karthagische Inschrift aus dem 3. Jahrhundert v. Chr. beweist, existierte an der Stelle der späteren Römerstadt eine Siedlung, die wahrscheinlich Oualili hieß und enge Kontakte mit Karthago unterhielt. Die Herkunft des Namens ist unbekannt; vielleicht geht er auf das berberische Wort für Oleander zurück. Im Zentrum der Stadt erhebt sich ein prähistorischer Grabhügel.
Die Stadt wurde wahrscheinlich um 25 v. Chr. unter dem in Rom aufgewachsenen mauretanischen König Juba II. als zweite Hauptstadt gegründet. Nach der von Kaiser Caligula befohlenen Ermordung von Jubas Sohn und Nachfolger Ptolemäus im Jahr 40 n. Chr. kam es zu einem Aufstand, in dessen Folge Volubilis zur Provinzhauptstadt der römischen Provinz Mauretania Tingitana am südwestlichen Rand des römischen Herrschaftsbereiches wurde. Während der Herrschaft Mark Aurels wurde 168/69 die hellenistische Stadtbefestigung, die etwa 15 Hektar (die südliche unregelmäßig gestaltete Altstadt) umschloss, durch eine 2,4 Kilometer lange römische Mauer mit acht Toren ersetzt, die auch ein neues Nordostviertel mit regelmäßiger Anordnung der Häuser umfasste. Die alte Handelsstraße von Tanger nach Südwesten bildete nun die Hauptachse der Stadt (decumanus maximus, 400 Meter lang und 12 Meter breit) und lief nicht mehr an ihr vorbei.
Die Provinz Mauretania Tingitana erzeugte Getreide und Olivenöl im Überfluss, was einigen Großgrundbesitzern der Provinz durch die Ausfuhr nach Rom Reichtum und Wohlstand brachte. Eine weitere wichtige Einnahmequelle der Stadt und für die in der Umgebung ansässigen Berberstämme war der Export von damals noch im Norden des Maghreb lebenden Wildtieren (Elefanten, Löwen, Leoparden, Bären) in die Arenen Roms. Die Stadt erlebte ihre Blütezeit mit bis zu 10.000 Einwohnern unter den Kaisern Septimius Severus (regierte 193 bis 211) und Caracalla (regierte 211 bis 217), der in der Constitutio Antoniniana (212) allen freien männlichen Bewohnern des Reiches das Römische Bürgerrecht verlieh. Zahlreiche Bauten wurden neu errichtet. Die Hauptachse war mit Kolonnaden und Ladengeschäften bzw. Wohnhäusern im griechischen Stil gesäumt.
Um die Mitte des 3. Jahrhunderts wurde nach einigen Berberüberfällen der Verwaltungssitz nach Tingis (heute Tanger) verlegt. Nach Einnahme durch die Berber wurde die Siedlung unter dem Namen Oualili Hauptort der Auraba-Berber. Nachdem die Römer Nordafrika im 5. Jahrhundert an die Vandalen verloren hatte, wurde Volubilis im Gegensatz zu vielen anderen Städten nicht aufgegeben. Das Lateinische blieb hier sogar bis zur arabischen Eroberung im 7. Jahrhundert in Gebrauch. Der gerne als „Gründer Marokkos“ apostrophierte Idris I. wählte Walīlī (oder Walīla) als Residenz.
Aus der arabischen Zeit fand sich ein Hamam. Die letzten Nachrichten stammen vom Chronisten Al Bakri (1068), doch gab es wohl noch später einige Bewohner (Flüchtlinge aus Spanien?). Ein Teil des Marmors wurde für die Prachtbauten Mulai Ismails (reg. 1672 bis 1727) im nahen Meknès verwendet. 1755 wurden die Ruinen der Stadt durch das schwere Erdbeben von Lissabon erneut in Mitleidenschaft gezogen.
Erst 1874 wurde die Ruinenstätte als das römische Volubilis identifiziert. Im Jahr 1915 begannen französische Archäologen mit ersten Ausgrabungen – die hier gefundenen Bronzestatuen gehören zu den Hauptattraktionen des Archäologischen Museums von Rabat. 1997 wurde Volubilis als erste vorislamische marokkanische Kulturstätte als Weltkulturerbe anerkannt.

## Sehenswürdigkeiten
- Basilika (Gerichtshalle)
- Vier Thermenanlagen
- Tempel des Saturn
- Kapitol

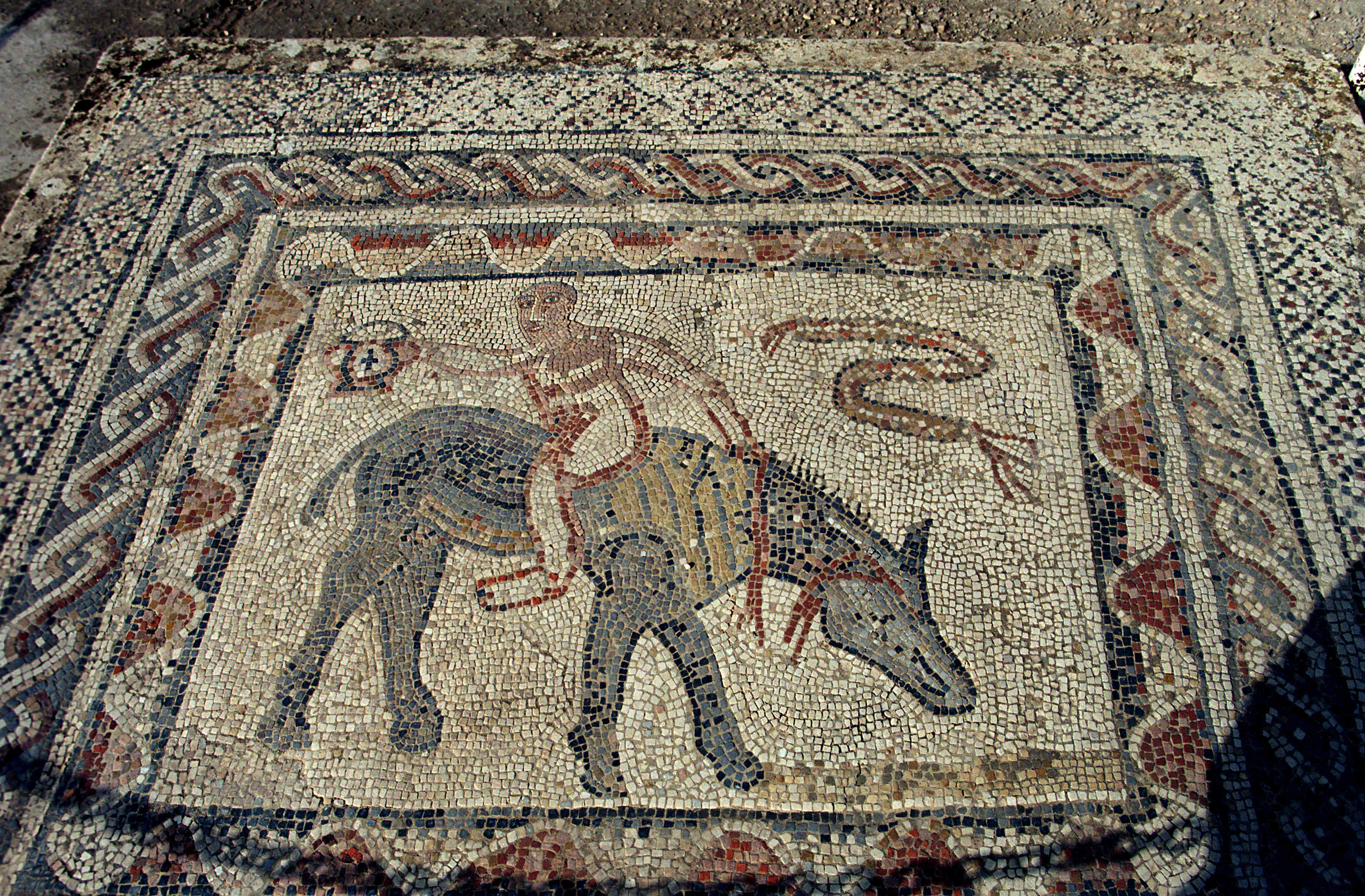
Mosaik mit einem verkehrt herum reitenden Akrobaten

- Caracallabogen, Ehrenbogen und Eingangstor zur Stadt aus dem 3. Jahrhundert
- Mosaiken in den Villen, z. B. im sogenannten Orpheus-Haus
- Forum
- Getreidespeicher
- Ölpresse (rekonstruiert)